# Arrebato
Arrebato is een Spaanse experimentele horror- en dramafilm uit 1980.

## Verhaal
Arrebato is een (1980) Spaanse arthouse film geschreven en geregisseerd door Iván Zulueta. Jose Sirgado (Eusebio Poncela) is een gefrustreerde horror filmregisseur en heroïneverslaafde in een tumultueuze relatie met Ana (Celicia Roth).
De neef van zijn ex-vriendin Marta, Pedro (Will Meer), stuurt hem een videoband, een audiocassette, en de sleutel van zijn appartement, ondanks het feit dat de twee elkaar slechts twee keer ontmoet hebben. Eenmaal toen Jose met Marta kwam naar de te bezoeken familie en Pedro vroeg voor zijn hulp bij het regelen van de tijd in zijn films, en een tweede keer toen Jose terugkeert met Ana naar Pedro om een apparaat te geven voor zijn camera die hem kan helpen bij het bereiken van dit doel. Pedro beschrijft zijn leven na de gift van de cassette terwijl Jose zijn film op hetzelfde moment bekijkt. Hij legt uit dat tijdens de nacht toen hij inslaap viel, de camera uit zichzelf aanging en hem filmde. Na het ontwikkelen van de film, ontdekt hij een rood kader waarin de camera het beeld van zijn slaap heeft verloren. Nieuwsgierig gebruikt Pedro meerdere keren de camera om hem te filmen terwijl hij slaapt, alleen om te ontdekken dat de rode frames nog groeien in aantal. Onzeker over wat de kaders betekenen, vraagt hij zijn neef Marta hem in de gaten te houden als hij slaapt.
Wanneer ze een van zijn films aan het bekijken is, beweegt de camera op zijn eigen richting Marta, terwijl ze verdwijnt. Toen hij nog maar een frame over had voordat de hele film rood werd, stuurt Pedro de film, zijn audio-instructies, en de sleutel naar Jose. Hij legt uit dat Jose naar zijn appartement moet komen om samen zijn film af te werken. Jose gaat akkoord, maar treft het appartement leeg aan, en ontdekt dat de film volledig rood is, behalve het frame van Pedro's gezicht. Het beeld begint te bewegen, met Pedro gebaren maakt naar het bed met een subtiele glimlach, hetgeen impliceert dat Jose zich ook moet laten filmen terwijl hij slaapt. Het beeld wordt wazig en verandert dan in zijn eigen gezicht, die een soortgelijk gebaar maakt. De laatste scène van de film bestaat uit het moment wanneer Jose, in Pedro's bed gaat liggen om dezelfde 'opname' te ervaren als zijn vriend. [1]

## Rolverdeling
| Acteur               | Personage    |
| -------------------- | ------------ |
| Eusebio Poncela      | José Sirgado |
| Cecilia Roth         | Ana Turner   |
| Will More            | Pedro        |
| Marta Fernández Muro | Marta        |
| Helena Fernán-Gómez  | Gloria       |
| Carmen Giralt        | Tía Carmen   |

## Referentie
Mira, Alberto. "The Dark Heart of the Movida: Vampire Fantasies in Iván Zulueta's Arrebato". Arizona Journal of Hispanic Cultural Studies, Volume 13, 2009, pp. 155-169.